# Доминанта (музика)
Доминанта је акорд који је у служби нестабилног дела хармонског тока у тоналитету. По склопу може бити четворозвук, а налази се на петом ступњу тоналитета.